# 得撒
得撒（希伯來語：תִּרְצָה）是历史上的一个城镇，位于巴勒斯坦中部撒马利亚。